# Polycirrus chilensis
Polycirrus chilensis är en ringmaskart som beskrevs av Schmarda 1861. Polycirrus chilensis ingår i släktet Polycirrus och familjen Terebellidae. Inga underarter finns listade i Catalogue of Life.